# Єгоров Володимир Миколайович
Володи́мир Микола́йович Єго́ров — старший солдат Збройних Сил України, учасник російсько-української війни, що загинув у ході російського вторгнення в Україну в 2022 році.

## Життєпис
Володимир Єгоров народився 15 червня 1997 року на Донеччині. Після закінчення загальноосвітньої школи вступив до Дружківського фахового коледжу Донбаської державної машинобудівної академії, яку закінчив 2018 року за спеціальністю «Зварювальне виробництво» та здобув фах зварювальника-технолога. Потім деякий час працював на приватному підприємстві з виробництва меблів. Вирішив піти на військову службу до лав ЗСУ за контрактом. Улітку 2019 року відслужив строкову службу в армії, за два роки вирішив пов'язати своє життя з військовими структурами та уклав контракт із 93-ю окремою механізованою бригадою «Холодний Яр». Працював на посаді механіка-водія. З початком повномасштабного російського вторгнення в Україну перебував на передовій — у складі свого підрозділу обороняв Харківську область. Володимир Єгоров загинув 15 квітня у бою під Ізюмом на Харківщині. Похований на рідній Донеччині.

## Родина
У загиблого залишилися дружина та донька Ніна, яка народилася за 10 днів до загибелі батька.

## Нагороди
- Орден «За мужність» III ступеня (2022, посмертно) — за особисту мужність і самовіддані дії, виявлені у захисті державного суверенітету та територіальної цілісності України, вірність військовій присязі[2].